# Норово
Норово (на македонска литературна норма: Норово) е село в община Крушево, Северна Македония.

## География
Селото е разположено в южното подножие на Бушева планина на 4 километра източно от град Крушево.

## История
В XIX век Норово е село в Прилепска кааза на Османската империя. В „Етнография на вилаетите Адрианопол, Монастир и Салоника“, издадена в Константинопол в 1878 година и отразяваща статистиката на населението от 1873 година Норово (Norovo) е посочено като село с 34 домакинства и 15 жители мюсюлмани и 125 жители българи.
Според статистиката на Васил Кънчов („Македония. Етнография и статистика“) от 1900 година Норово има 290 жители, всички арнаути мохамедани.
На Етнографската карта на Битолския вилает на Картографския институт в София от 1901 година Нарово е чисто турско село в Прилепската каза на Битолския санджак с 43 къщи.
Според Никола Киров („Крушово и борбите му за свобода“) към 1901 година Норово има 50 къщи помаци. Според него църквите на селото още не са сринати. На друго място Киров казва, че селото има 68 турски къщи.
Според Димитър Гаджанов в 1916 година в Нарово живеят 433 турци.
Според преброяването от 2002 година селото има 599 жители, от които 589 албанци, 1 северномакедонец и 9 други.